# クウェートの首長
クウェートの首長（クウェートのしゅちょう、アラビア語: أمير الكويت）は、クウェートの元首（君主、アミール）である。
ムバーラク・ビン・サバーハ・アッ＝サバーハの直系男子が継承する。 伝統的に、サバーハ家の第8代ジャービルの子孫・ジャービル家と第9代サーリムの子孫・サーリム家の子孫から、ほぼ交互に首長を輩出している。
首長は、即位してから1年以内に太子を指名しなければならない。指名には、国民議会の絶対多数による承認が必要。国民議会の承認を得られなかった場合、首長はサバーハ家から有資格者を3名推挙し、国民議会は名簿から太子を選出する。

## 首長の一覧
| 代 | 首長                                                 | 首長 | 出身家                      | 在任期間                        | 在任期間     | 備考                     |
| -- | ---------------------------------------------------- | ---- | --------------------------- | ------------------------------- | ------------ | ------------------------ |
| 1  | サバーハ1世 صباح بن جابر Sabah I                     |      | サバーハ家                  | 1756年 - 1762年                 | 約6年        |                          |
| 2  | アブドゥッラー1世 عبدالله الأول الصباح Abdullah I    |      | サバーハ家                  | 1762年 - 1814年5月3日           | 約52年       | 初代の子                 |
| 3  | ジャービル1世 جابر الصباح Jaber I                    |      | サバーハ家                  | 1814年 - 1859年                 | 約45年       | 2代の子                  |
| 4  | サバーハ2世 صباح الثاني الصباح Sabah II              |      | サバーハ家                  | 1859年 - 1866年11月             | 約7年        | 3代の子                  |
| 5  | アブドゥッラー2世 عبدالله الثاني الصباح Abdullah II  |      | サバーハ家                  | 1866年11月 - 1893年5月          | 約27年       | 4代の長男                |
| 6  | ムハンマド محمد الصباح Muhammad I                    |      | サバーハ家                  | 1893年5月 - 1896年5月17日       | 約3年        | 4代の次男 在位中に暗殺   |
| 7  | ムバーラク مبارك الصباح Mubarak I the Great          |      | サバーハ家                  | 1896年5月18日 - 1915年11月28日  | 19年 + 194日 | 4代の三男                |
| 8  | ジャービル2世 جابر الثاني الصباح Jaber II            |      | サバーハ家 （ジャービル家） | 1915年11月28日 - 1917年2月5日   | 1年 + 69日   | 7代の子 ジャービル家の祖 |
| 9  | サーリム سالم المبارك الصباح Salim I                 |      | サバーハ家 （サーリム家）   | 1917年2月5日 - 1921年3月29日    | 4年 + 52日   | 7代の子 サーリム家の祖   |
| 10 | アフマド احمد الجابر الصباح Ahmad I                  |      | ジャービル家                | 1921年3月29日 - 1950年1月29日   | 28年 + 306日 | 8代の子                  |
| 11 | アブドゥッラー3世 عبدالله السالم الصباح Abdullah III |      | サーリム家                  | 1950年1月29日 - 1965年11月24日  | 15年 + 299日 | 9代の長男                |
| 12 | サバーハ3世 صباح السالم الصباح Sabah III             |      | サーリム家                  | 1965年11月24日 - 1977年12月31日 | 12年 + 37日  | 9代の次男                |
| 13 | ジャービル3世 جابر الأحمد الصباح Jaber III           |      | ジャービル家                | 1977年12月31日 - 2006年1月15日  | 28年 + 15日  | 10代の次男               |
| 14 | サアド سعد السالم الصباح Saad I                      |      | サーリム家                  | 2006年1月15日 - 2006年1月24日   | 9日          | 11代の子 在位中に廃位    |
| 15 | サバーハ4世 صباح الأحمد الجابر الصباح Sabah IV       |      | ジャービル家                | 2006年1月24日 - 2020年9月29日   | 14年 + 249日 | 10代の三男               |
| 16 | ナワーフ نواف الأحمد الجابر الصباح Nawaf I           |      | ジャービル家                | 2020年9月30日 - 2023年12月16日  | 3年 + 77日   | 10代の四男               |
| 17 | ミシュアル مِشعَل الأَحمَد الْجَابِر الصَّباح Mishal Ⅰ        |      | ジャービル家                | 2023年12月16日 - （現職）       | 1年 + 86日   | 10代の五男               |